# Tyshawn Sorey

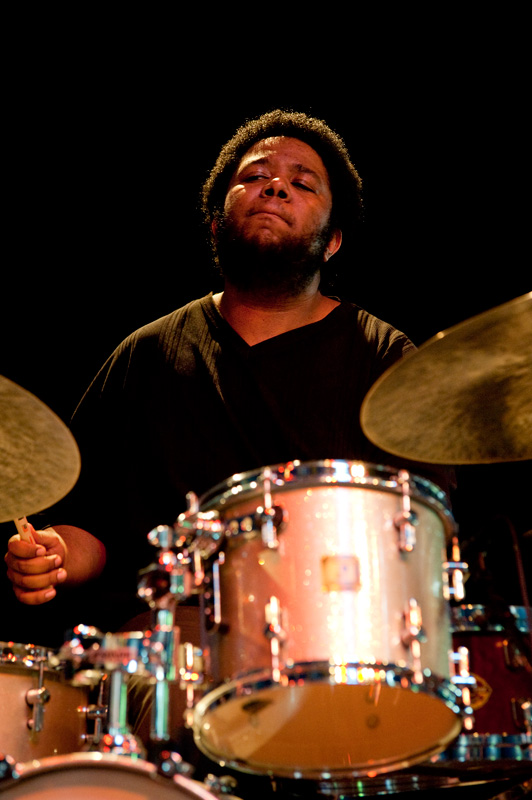
Tyshawn Sorey, moers festival 2010

Tyshawn Sorey (* 8. Juli 1980 in Newark, New Jersey) ist ein US-amerikanischer Musiker (Schlagzeug, Piano, Komposition) und Musikpädagoge.

## Biographie
Sorey wuchs in Newark auf und studierte an der William Paterson University und Wesleyan University, u .a. bei Anthony Braxton und Jay Hoggard. Seit Anfang der 2000er Jahre ist er in der New Yorker Jazzszene aktiv und arbeitet als Musikpädagoge an der School for Improvisational Music und an der New School. Neben seinen eigenen Projekten spielte Sorey mit Steve Lehman (Demian as Posthuman, 2005), im Trio Fieldwork mit Steve Lehman und Vijay Iyer, in Dave Douglas’ Nomad-Ensemble und in der Steve-Coleman-Band Five Elements, des Weiteren im Trio mit Pete Robbins und Mario Pavone, im Interstellar Duo #2 mit dem Flötisten Ras Moshe sowie mit Angelika Niescier und mit Johannes Lauer. 2007 erschien sein Debütalbum, die Doppel-CD That/Not. Als studierter klassischer Pianist gibt er auch Solo-Konzerte auf dem Klavier. Er ist für verschiedene Ensembles als Komponist tätig und legte u. a. eine Werkreihe musikalischer Porträts afroamerikanischer Komponisten fort. Er trat außerdem mit Wadada Leo Smith, Misha Mengelberg, Anthony Braxton, Pascal Niggenkemper, Alexandra Grimal, Timuçin Şahin, Stephan Crump (Rhombal, 2016), John Escreet (The Unknown, 2016), Vijay Iyer und Travis Reuter (Quintet Music, 2024).

## Preise und Auszeichnungen
2015 gewann Sorey bei den Down Beat Kritiker-Polls in der Rising Star Kategorie. 2017 wurde Sorey eine MacArthur Fellowship zugesprochen; 2018 den United States Artists Fellowship. 2024 erhielt Sorey den Pulitzer-Preis/Musik für sein (beim Lucerne Festival uraufgeführtes) Werk „Adagio (For Wadada Leo Smith)“.

## Diskographische Hinweise

### Alben unter eigenem Namen
- That/Not (Firehouse 12 Records, 2007) mit Thomas Morgan
- Koan (482 Music, 2009)
- Oblique-1 (Pi Recordings, 2011)
- Alloy (Pi, 2014)
- The Inner Spectrum of Variables (2016), mit Cory Smythe, Christopher Tordini, Chern Hwei Fung, Kyle Armbrust, Rubin Kodheli
- Verisimilitude (Pi, 2017)
- Pillars (Firehouse 12, 2018)
- Mesmerism (2022), mit Aaron Diehl, Matt Brewer
- The Off-Off Broadway Guide to Synergism (2022)
- Continuing (2023)
- The Susceptible Now (Pi, 2024)

### Kollaborative Alben
- Fieldwork: Door (Pi, 2008), mit Steve Lehman und Vijay Iyer
- Paradoxical Frog (Clean Feed, 2010)  Kris Davis und Ingrid Laubrock
- Angelika Niescier, Thomas Morgan, Tyshawn Sorey: Quite Simply (Enja, 2011)
- Henry Grimes, Roberto Pettinato, Tyshawn Sorey, Dave Burrell: Purity (Sony Music, 2012)
- Jacob Sacks, Ben Monder, Thomas Morgan, Tyshawn Sorey: Labyrinth (2012)
- Tyshawn Sorey/Marilyn Crispell: The Adornment of Time (Pi Recordings, 2019)
- Brad Barrett / Joe Morris / Tyshawn Sorey: Cowboy Transformation (Fundacja Sluchaj, 2019)
- Jen Curtis & Tyshawn Sorey: Invisible Ritual (Tundra/New Focus, 2020)
- Vijay Iyer, Linda May Han Oh / Tyshawn Sorey: Uneasy (ECM, 2021)
- Vijay Iyer, Linda May Han Oh, Tyshawn Sorey: Compassion (ECM, 2024; Vierteljahrespreis der deutschen Schallplattenkritik)[4]
- Ivo Perelman & Tyshawn Sorey: Parallel Aesthetics (2025)

### Weitere Alben
- Andre Vida: Child Real Eyes (Vidatone Records, 2002) mit Anthony Braxton
- Vijay Iyer: Blood Sutra (Pi Recordings, 2003)
- Billy Bang: Configuration (Silkheart Records, 2004) mit Sirone
- Som Sum Sam: Beauty Under Construction (Konnex Records 2005) mit Werner Klausnitzer
- Steve Lehman: Demian as Posthuman (Pi Recordings, 2005)
- Radam Schwartz: Conspiracy for Positivity (Blue Ark Records, 2005)
- Fieldwork: Door (Pi Recordings6, 2007) mit Vijay Iyer und Steve Lehman
- Butch Morris: Conduction/Induction (Rai Trade, 2007)
- Steve Lehman: On Meaning (Pi Recordings, 2007)
- Michael Dessen Between Shadow and Space (Clean Feed Records, 2008)
- John Escreet: Consequences (Posi-Tone Records, 2008)
- Gene Ess: Modes of Limited Transcendence (Simp, 2008)
- Pascal Niggenkemper Trio: Pasàpas (Konnex Records, 2008)
- Do The Hate Laugh Shimmy (Frash Sound Records, 2008) mit Pete Robbins
- Samuel Blaser: Pieces of Old Sky (Clean Feed, 2009)
- The Winding Shell (Off Records, 2009) mit Jesse Elder
- Steve Lehman: Travail, Transformation, and Flow (Pi Recordings, 2009)
- Steve Coleman and Five Elements: Harvesting Semblances and Affinities (Pi Recordings, 2010)
- Biagio Coppa: Antagonisti Androgeni (Ruby Flower Records, 2010)
- Johannes Lauer: Konstanz Suite (Jazzwerkstatt, 2010)
- Pete Robbins: siLENT Z Live: Hate Laugh Music (2010)
- Pascal Niggenkemper Trio: Urban Creatures (JazzHausMusik, 2010), mit Robin Verheyen
- Steve Coleman and Five Elements: The Mncy of Sound (Pi, 2011)
- Armen Donelian: Leapfrog (SunnysideRecords, 2011)
- Alexandra Grimal: Andromeda (Ayler Records, 2012)
- Max Johnson: Quartet (Not Two Records, 2012)
- Roscoe Mitchell: Duets with Tyshawn Sorey and Special Guest Hugh Ragin (Wide Hive Records, 2012)
- John Zorn: In the Hall of Mirrors (Tzadik, 2014)
- Hafez Modirzadeh with Kris Davis, Tyshawn Sorey, Craig Taborn: Facets (Pi, 2021)